# Bombardier Q200
Le Q200 est un avion produit entre 1997 et 2009 issu de la gamme Bombardier Q Series.
Il est utilisé par des petites compagnies aériennes comme Quantas Link ou United Express.

## Moteurs
Le Q200 est équipé de moteurs Pratt & Whitney Canada PW100.

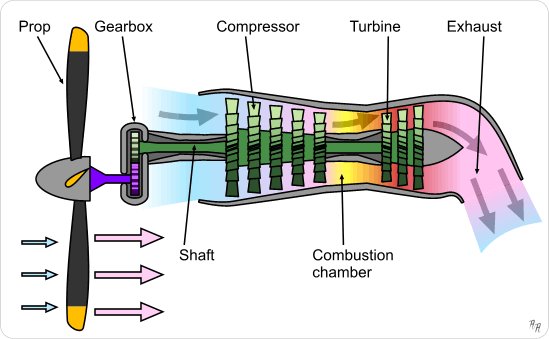
Moteur à turbopropulseurs.

Ces moteurs permettent au Q200 de voler en croisière à plus de 500 km/h.

## Technologies
Comme son frère le Dash Q400, le Q200 est équipé de la technologie NVS (noise and vibration suppression) qui réduit la sonorité drastiquement dans la cabine. 

## Confort

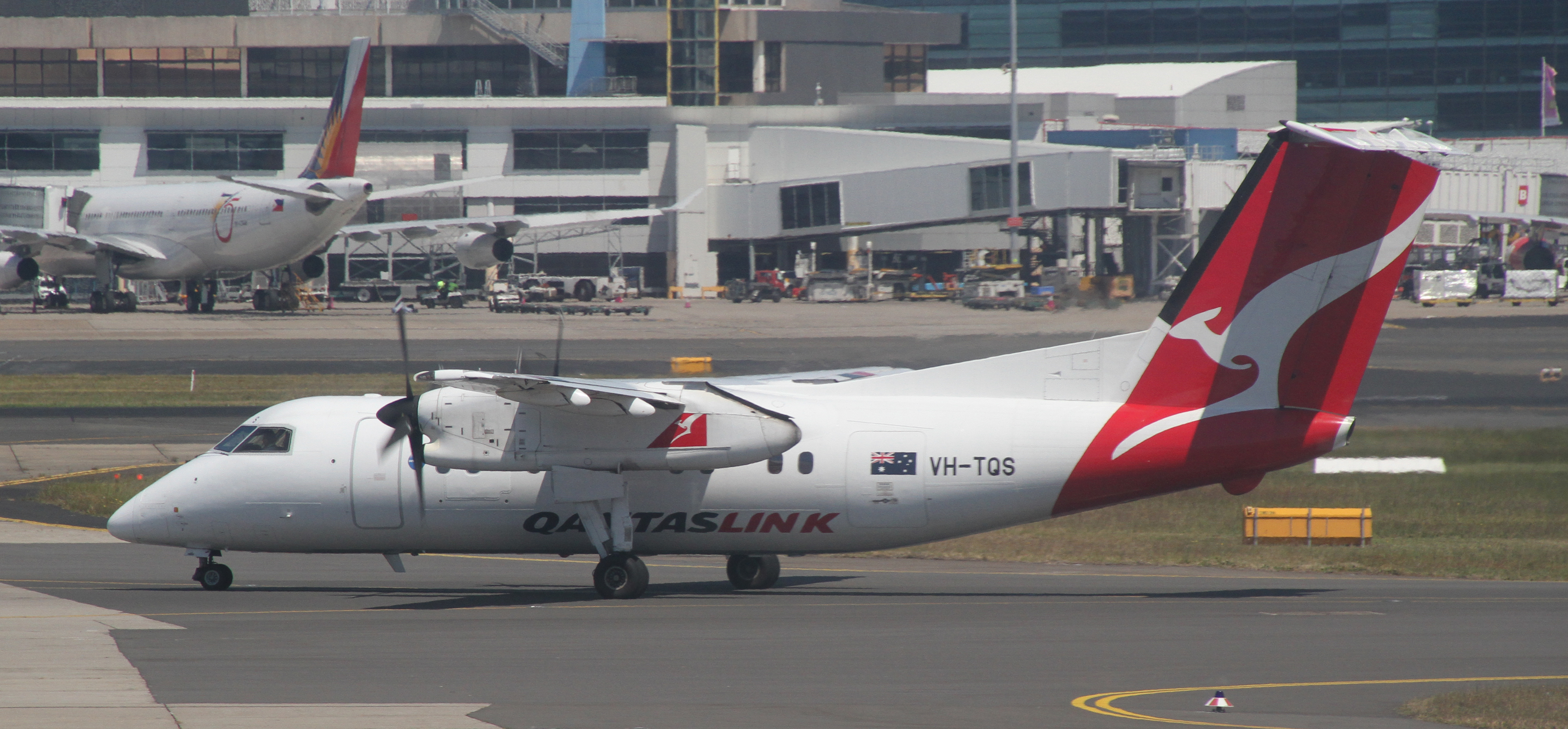
Bombardier Q200 de Quantas Link.

Les sièges de cet avion à turbopropulseurs font partie des plus confortables du marché de l'aviation.